# راجي (اسم)
راجي هو اسم علم مذكر من أصل عربي، ومعناه هو اسم فاعل من الفعل رجا يرجو، أمل وتمنى ضد يئس فهوالمؤمل المترقب خيرًا وفوزًا الامل عفو ربه.

## شخصيات تحمل الاسم
- راجي الصوراني (31 ديسمبر 1953 – )
- راجي إيدي (سبّاح لبناني، 18 مايو 1985 – )
- راجي شاشماز (كاتب سيناريو تركي، 30 أكتوبر 1973 – )
- راجي صهيون (1920 – 30 أبريل 2001)
- راجي عنايت
- راجي لامب (لاعب كرة قدم من المملكة المتحدة، 4 فبراير 1991[3] – )

## وصلات خارجية
- موسوعة السلطان قابوس لأسماء العرب نسخة محفوظة 5 أبريل 2019 على موقع واي باك مشين.